# Thun (okręg)
Thun (niem. Verwaltungskreis Thun) – okręg w Szwajcarii, w kantonie Berno, w regionie administracyjnym Oberland. Siedziba okręgu znajduje się w miejscowości Thun.
Okręg został utworzony 1 stycznia 2010. Składa się z 30 gmin (Gemeinde) o łącznej powierzchni 321,98 km² i o łącznej liczbie mieszkańców 108 440 (31 grudnia 2022).

## Gminy
1. Amsoldingen
2. Blumenstein
3. Buchholterberg
4. Burgistein
5. Eriz
6. Fahrni
7. Forst-Längenbühl
8. Gurzelen
9. Heiligenschwendi
10. Heimberg
11. Hilterfingen
12. Homberg
13. Horrenbach-Buchen
14. Oberhofen am Thunersee
15. Oberlangenegg
16. Pohlern
17. Reutigen
18. Seftigen
19. Sigriswil
20. Steffisburg
21. Stocken-Höfen
22. Teuffenthal
23. Thierachern
24. Thun
25. Uebeschi
26. Uetendorf
27. Unterlangenegg
28. Uttigen
29. Wachseldorn
30. Wattenwil

## Zmiany administracyjne
- 1 stycznia 2007
  - utworzenie gminy Forst-Längenbühl z gmin Forst i Längenbühl
- 1 stycznia 2014
  - przyłączenie gminy Kienersrüti do gminy Uttigen
  - utworzenie gminy Stocken-Höfen z gmin Höfen bei Thun, Niederstocken i Oberstocken
- 1 stycznia 2020
  - przyłączenie gminy Schwendibach do gminy Steffisburg
- 1 stycznia 2024
  - przyłączenie gminy Zwieselberg do gminy Reutigen